# Bussolengo
Bussolengo é uma comuna italiana da região do Vêneto, província de Verona, com cerca de 16.979 habitantes. Estende-se por uma área de 24,28 km², tendo uma densidade populacional de 707 hab/km². Faz fronteira com Castelnuovo del Garda, Lazise, Pastrengo, Pescantina, Sona, Verona.

## Demografia
| Variação demográfica do município entre 1861 e 2011                               |
|                                                                                   |
| Fonte: Istituto Nazionale di Statistica (ISTAT) - Elaboração gráfica da Wikipedia |